# 圣莱热欧布瓦 (滨海塞纳省)
圣莱热欧布瓦（法語：Saint-Léger-aux-Bois，法語發音：[sɛ̃ leʒe o bwa]）是法国滨海塞纳省的一个市镇，属于迪耶普区。

## 地理
圣莱热欧布瓦（49°50'2"N, 1°36'39"E）面积11.02 平方千米，位于法国诺曼底大区滨海塞纳省，该省份为法国北部沿海省份，其西部及北部濒大西洋英吉利海峡，东起顺时针与索姆省、瓦兹省、厄尔省和卡爾瓦多斯省接壤。
与圣莱热欧布瓦接壤的市镇（或旧市镇、城区）包括：富卡蒙、雷阿尔康、雷通瓦勒、里什蒙、维莱苏富卡蒙。

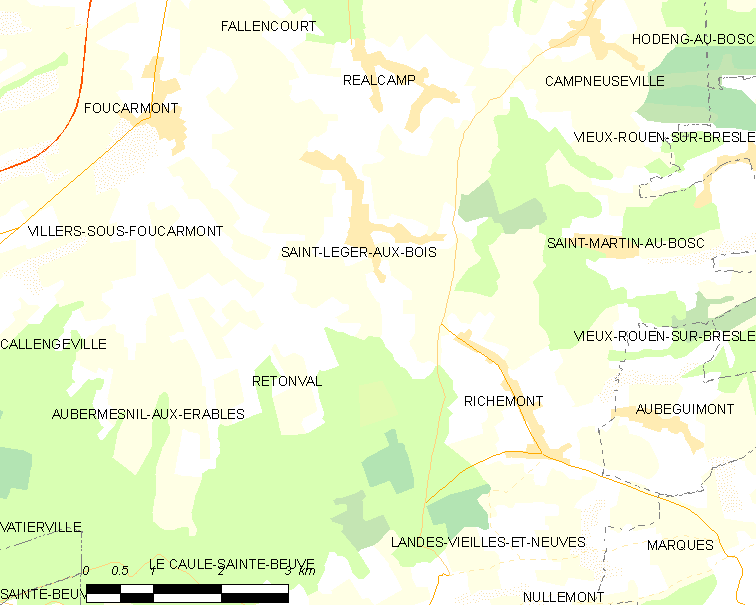
的OSM定位图

圣莱热欧布瓦的时区为UTC+01:00、UTC+02:00（夏令时）。

## 行政
圣莱热欧布瓦的邮政编码为76340，INSEE市镇编码为76598。

## 政治
圣莱热欧布瓦所属的省级选区为厄镇县。

## 人口

1962-2008年间人口变化图示

圣莱热欧布瓦于2022年1月1日时的人口数量为479人。